# Emmanuel Poulle
Emmanuel Poulle (* 8. Juni 1928 in Paris; † 1. August 2011 in Avranches, Département Manche) war ein französischer Archivar, Wissenschaftshistoriker und Paläograph. Von 1988 bis 1993 war er Direktor der École nationale des chartes.
Emmanuel Poulle studierte an der École des chartes, wo er 1954 sein Diplom als Archivar-Paläograph mit der Abschlussarbeit Recherches sur les traités médiévaux d’instruments astronomiques d’observation erhielt. Danach war er Direktor der Archive des Départements Aube und 1956 bis 1958 Konservator in der Direction des Archives de France. 1961 erhielt er ein Diplom an der École pratique des hautes études (EPHE). 1959 wurde er Generalsekretär der École des chartes und nach einer Zeit beim Centre national de la recherche scientifique (CNRS) von 1968 bis 1970 Professor für Paläographie an der École des chartes, was er bis 1997 blieb. Mit einer Schrift über Planetentheorien im Mittelalter wurde er 1979 zum Docteur d’État ès Lettres promoviert (entspricht etwa einer Habilitation). Von 1988 bis 1993 war er Direktor der École des chartes.
Im Jahr 1996 wurde er Mitglied der Académie des inscriptions et belles-lettres, deren Vizepräsident er 2004 und deren Präsident er 2005 war. Er war Offizier der Ehrenlegion, Kommandeur der Palmes Academiques und Offizier des Ordre des Arts et des Lettres. Er war 1993 bis 2009 Sekretär der Académie internationale d’Histoire des Sciences und war Präsident der Société d’archéologie d’Avranches, Mortain et Granville. Er war Mitglied mehrerer wissenschaftlicher und historischer Kommissionen, wie der Commission du Vieux Paris, der Commission des Travaux historiques de la Ville de Paris, dem Comité des travaux historiques et scientifiques, dem Comité international de paléographie latine und dem Comité international de paléographie hébraïque.
Poulle befasste sich insbesondere mit der Astronomiegeschichte des Mittelalters (wie Raymond von Marseille und Giovanni de Dondi, speziell astronomische Instrumente und Uhren) und mit lateinischer und französischer Paläographie des Mittelalters.
Er befasste sich auch mit dem Turiner Grabtuch.

## Schriften
- mit Marie-Thérèse d’Alverny, Charles Burnett: Raymond de Marseille. Opera Omnia, Band 1 (Traité de l’Astrolabe. Liber Cursuum Planetarum), CNRS editions 2009, Webseite zum Buch (der geplante zweite Band soll den Liber Judiciorum enthalten)
- Verschiedene Artikel im Dictionary of Scientific Biography wie zu Raymond von Marseille, Oronce Fine, William of Saint Cloud, John of Ligneres, Johannes de Muris
- Le traité d’astrolabe de Raymond de Marseille, Studi Medievali, 3. Serie, Band 5, 1964, S. 866–909
- Un constructeur d’instruments astronomiques au XVe siècle, Jean Fusoris, Paris: H. Champion 1963
- Les instruments de la théorie des planètes selon Ptolémée : équatoires et horlogerie planétaire du XIIIe au XVIe siècle,  2 Bände, Genf: Droz, Paris: H. Champion, 1980
- Astronomie théorique et astronomie pratique au Moyen âge, Paris, Palais de la Decouverte, um 1967
- Les sources astronomiques : textes, tables, instruments, Turnhout 1981
- Les tables alphonsines, avec les canons de Jean de Saxe, Paris, CNRS, 1984
- mit anderen: Die Planetenlaufuhr: ein Meisterwerk der Astronomie und Technik der Renaissance geschaffen von Eberhard Baldewein 1563–1568, Deutsche Gesellschaft für Chronometrie 2008
- Johannis de Dondis, Paduani civis, Astrarium. I, Facsimile del manoscritto di Padova e traduzione francese, II, édition critique de la version A, 1987–1988
- Tractatus Astrarii: Giovanni Dondi dall’Orologio, Genf, Droz 2003 (kritische Ausgabe, Latein und französische Übersetzung)
- L’astrarium de Giovanni Dondi Padoue, Bibliothèque capitulaire, ms D. 39, Ecole nationale des chartes 1998
- Autour de Gerbert d’Aurillac: le pape de l’an mil, École nationale de chartes, Genf: Droz, Paris: H. Champion 1996
- Paléographie des écritures cursives en France du 15e au 17e siècle, Genf: Droz 1966
- Astronomie planetaire au moyen age latin, Aldershot, Variorum 1996
- Henri Baers ou Vekenstyl: Les tables astronomiques de Louvain de 1528, Édition Culture et Civilisation, Brüssel 1976 (Faksimileausgabe, Kommentar und Übersetzung von Poulle und Antoine de Smet)